# Ambrose (Georgia)
Ambrose is een plaats (city) in de Amerikaanse staat Georgia, en valt bestuurlijk gezien onder Coffee County.

## Demografie
Bij de volkstelling in 2000 werd het aantal inwoners vastgesteld op 320.
In 2006 is het aantal inwoners door het United States Census Bureau geschat op 329, een stijging van 9 (2,8%).

## Geografie
Volgens het United States Census Bureau beslaat de plaats een oppervlakte van
8,1 km², waarvan 7,9 km² land en 0,2 km² water.

## Plaatsen in de nabije omgeving
De onderstaande figuur toont nabijgelegen plaatsen in een straal van 32 km rond Ambrose.